# Péret
Péret (okzitanisch: Peret) ist ein Ort und eine französische Gemeinde mit 1.131 Einwohnern (Stand: 1. Januar 2022) im Département Hérault in der Region Okzitanien. Sie gehört zum Arrondissement Lodève und zum Kanton Mèze. Die Einwohner werden Péretois genannt.

## Lage
Péret liegt am Rand der südlichsten Ausläufer der Cevennen, etwa 29 Kilometer nordnordöstlich von Béziers und etwa 38 Kilometer westsüdwestlich von Montpellier. Umgeben wird Péret von den Nachbargemeinden Lieuran-Cabrières im Norden und Nordosten, Aspiran im Osten, Fontès im Süden sowie Cabrières im Westen.
Hier wird Wein der Appellation Clairette du Languedoc produziert.

## Bevölkerungsentwicklung
| Jahr                       | 1962 | 1968 | 1975 | 1982 | 1990 | 1999 | 2011 | 2020 |
| Einwohner                  | 598  | 571  | 520  | 524  | 521  | 560  | 940  | 1070 |
| Quellen: Cassini und INSEE |      |      |      |      |      |      |      |      |

## Sehenswürdigkeiten

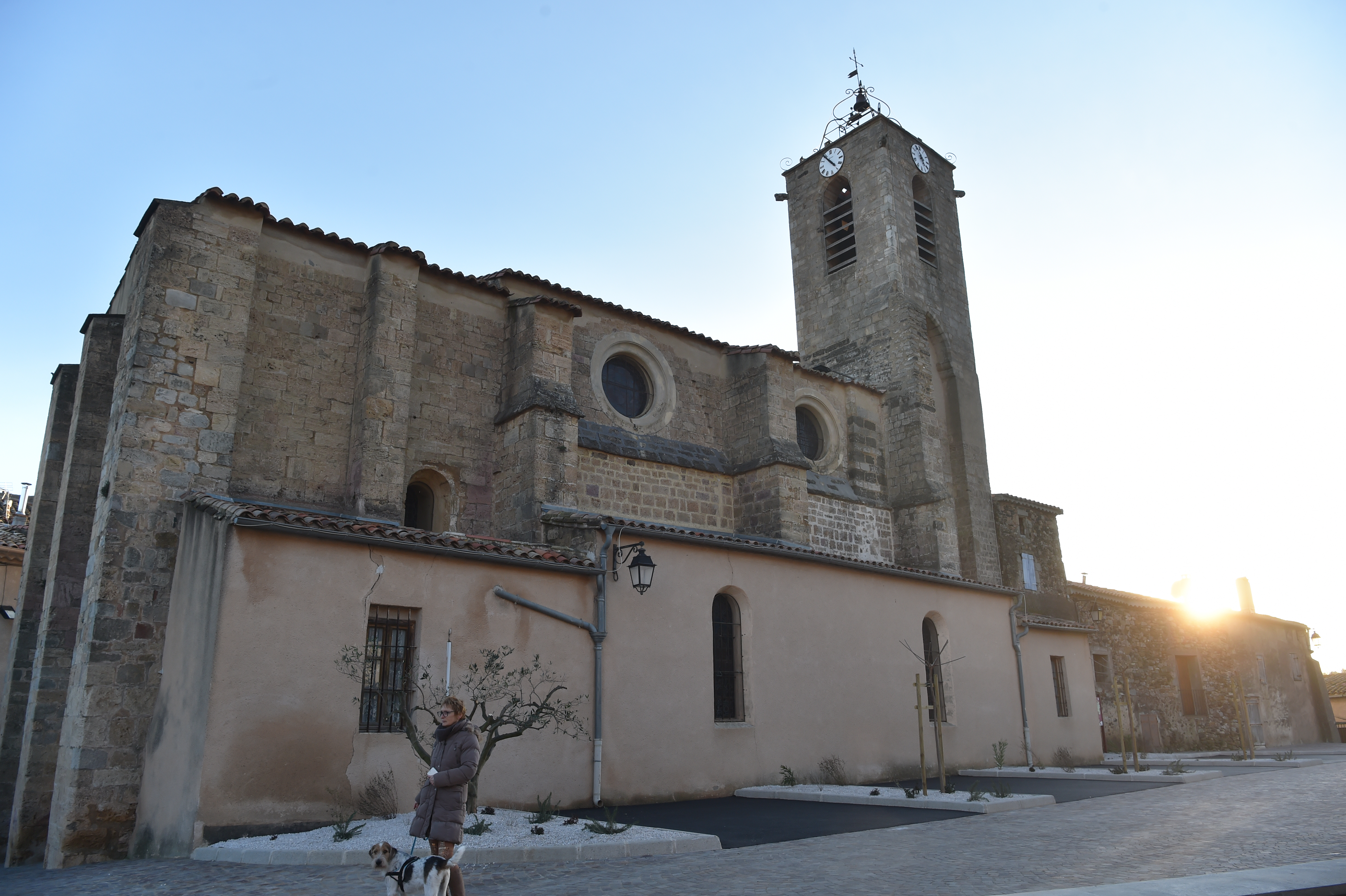
Kirche Saint-Félix
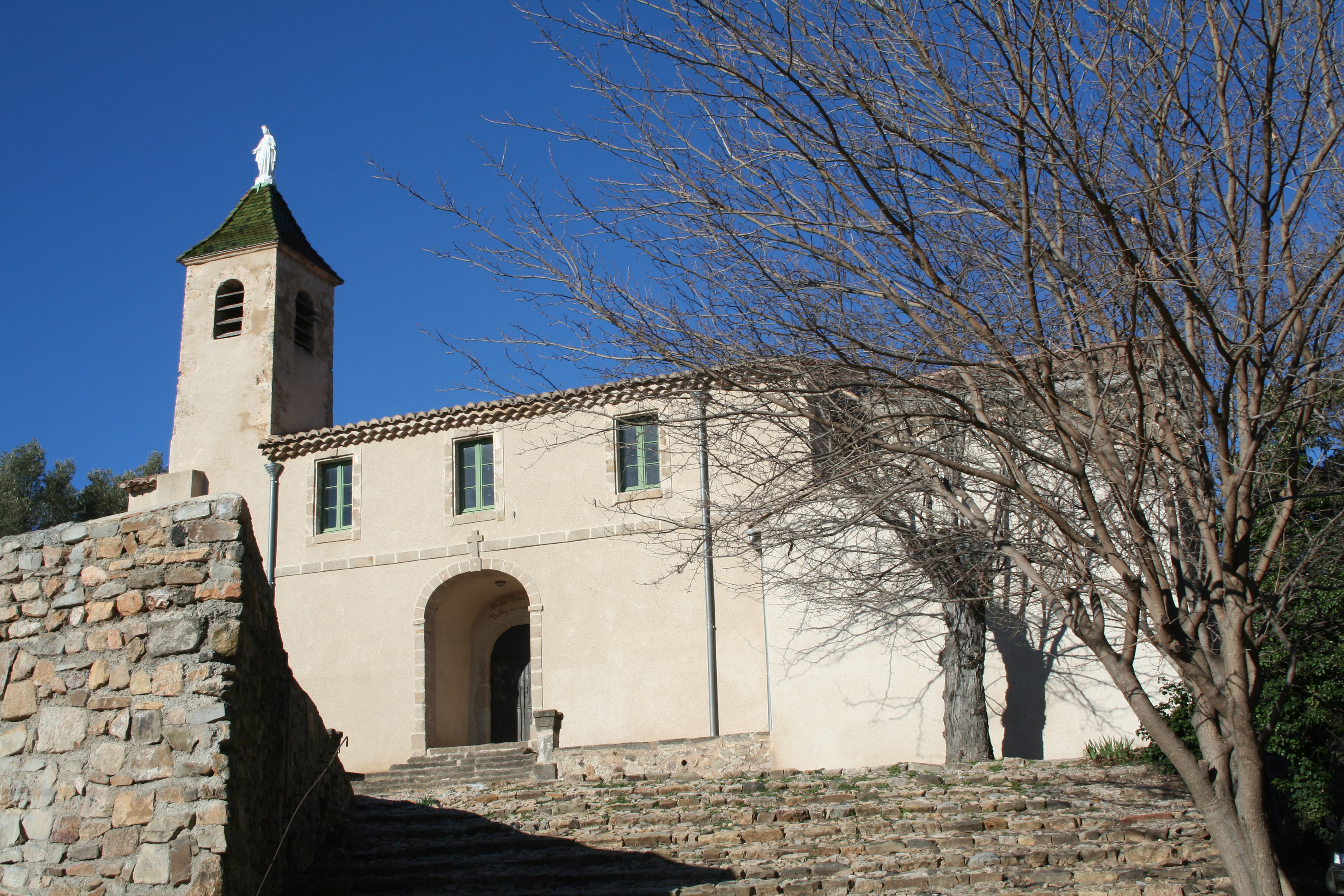
Kapelle Notre-Dame-des-Buis
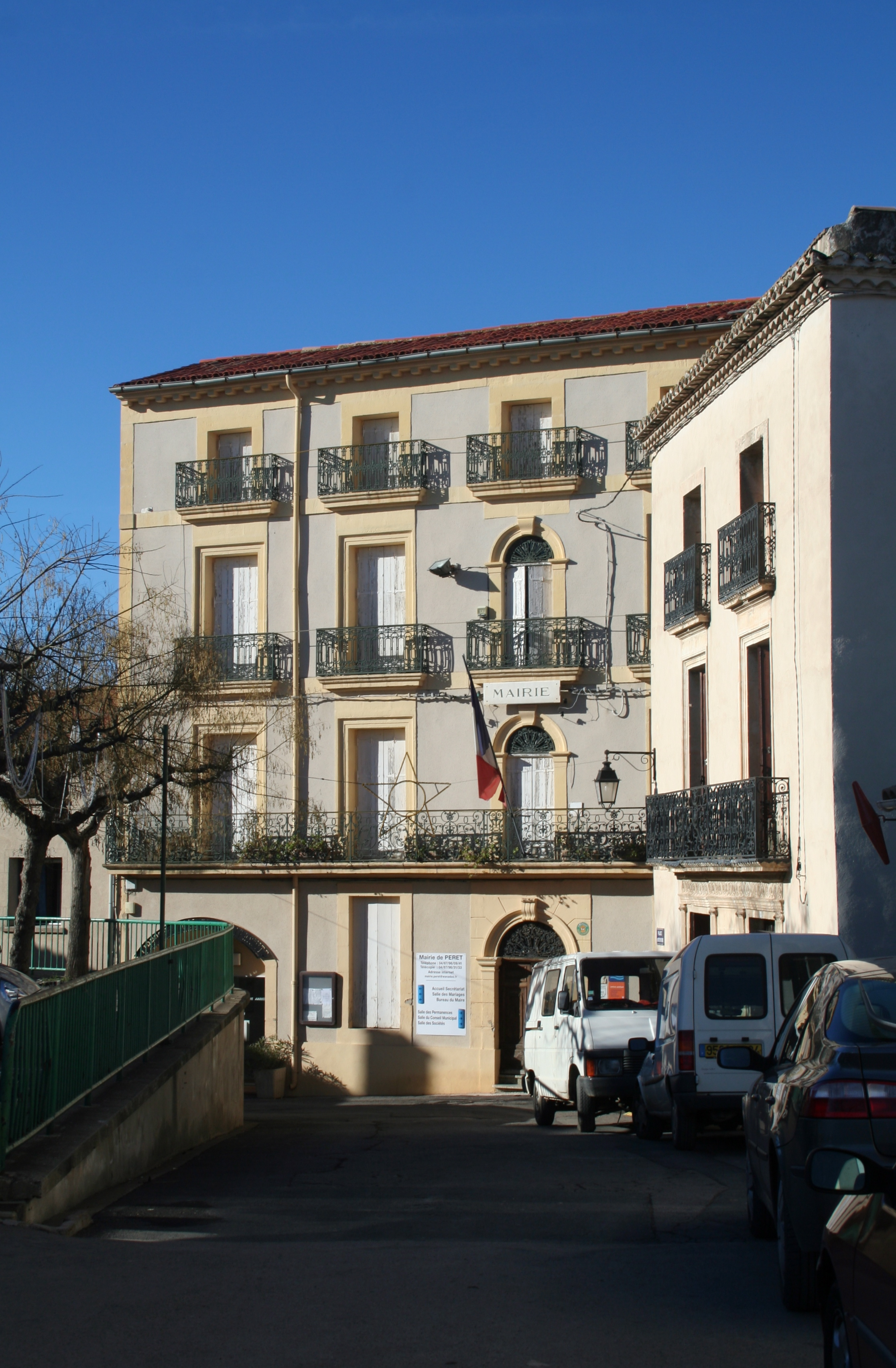
Rathaus (Mairie) von Péret
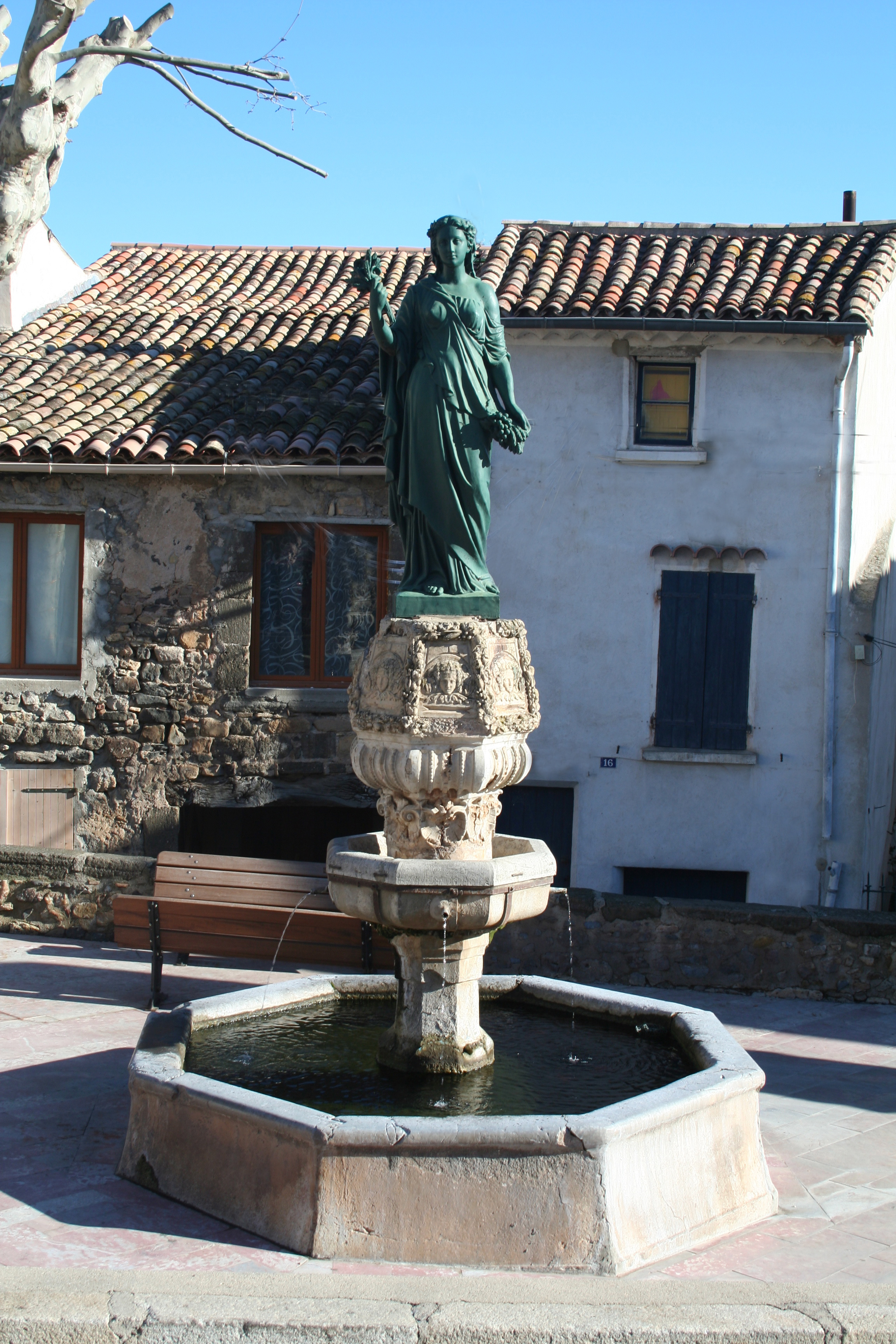
Mariannenstatue

- Kirche Saint-Félix
- Kapelle Notre-Dame-des-Buis
- Rathaus (Mairie) von Péret
- Mariannenstatue